# Tabanus fulvicapillus
Tabanus fulvicapillus är en tvåvingeart som beskrevs av Carter 1912. Tabanus fulvicapillus ingår i släktet Tabanus och familjen bromsar. Inga underarter finns listade i Catalogue of Life.